# C'est Lulo !
Ne pas confondre avec Cellulo, émission de télévision jeunesse diffusée sur La Cinquième de 1995 à 2001.
 (décembre 2013).
Si vous disposez d'ouvrages ou d'articles de référence ou si vous connaissez des sites web de qualité traitant du thème abordé ici, merci de compléter l'article en donnant les références utiles à sa vérifiabilité et en les liant à la section « Notes et références ».
C'est Lulo ! est une émission de télévision française pour la jeunesse diffusée de septembre 1991 à janvier 1993 sur FR3, puis France 3.
Cette émission ayant une audience décevante, France 3 la remplaça par Big Bang, qui fut également un échec. Il faudra attendre mars 1993 avec Les Minikeums pour que le succès soit enfin présent et qu'un véritable rendez-vous quotidien s'installe sur la chaîne.

## Programme
- Charlotte, Fléo et Benjamin
- Denver, le Dernier Dinosaure
- Fantastic Max
- Il Était Une Fois... Les Amériques
- La Légende de Prince Valiant
- La Sagesse des Gnomes
- Le Prince Saphir / Princesse Saphir
- Les Enquêtes de Chlorophylle
- Les Entrechats
- Les Moomins
- Les Oursons Volants
- Les Patapoufpoufs
- Où est Charlie ?
- Penny Crayon
- Satellite City
- Tifou